# モノメチルスルファターゼ
モノメチルスルファターゼ(Monomethyl-sulfatase、EC 3.1.6.16)は、以下の化学反応を触媒する酵素である。
モノメチル硫酸 + 水{\displaystyle \rightleftharpoons }メタノール + 硫酸
従って、この酵素の基質はモノメチル硫酸と水の2つ、生成物はメタノールと硫酸の2つである。
この酵素は加水分解酵素、特に硫酸エステル加水分解酵素に分類される。系統名は、モノメチル硫酸 スルホヒドロラーゼ(monomethyl-sulfate sulfohydrolase)である。